# Gonfreville-Caillot
Gonfreville-Caillot is een gemeente in het Franse departement Seine-Maritime (regio Normandië) en telt 262 inwoners (1999). De plaats maakt deel uit van het arrondissement Le Havre.

## Geografie
De oppervlakte van Gonfreville-Caillot bedraagt 4,3 km², de bevolkingsdichtheid is 60,9 inwoners per km².
De onderstaande kaart toont de ligging van Gonfreville-Caillot met de belangrijkste infrastructuur en aangrenzende gemeenten.

## Demografie
Onderstaande figuur toont het verloop van het inwonertal (bron: INSEE-tellingen).